# NGC 2898
NGC 2898 ist eine linsenförmige Galaxie mit aktivem Galaxienkern vom Hubble-Typ S0/a im Sternbild Wasserschlange südlich der Ekliptik. Sie ist schätzungsweise 326 Millionen Lichtjahre von der Milchstraße entfernt und hat einen Durchmesser von etwa 95.000 Lj. 

Im selben Himmelsareal befinden sich u. a. die Galaxien NGC 2877, NGC 2878, NGC 2897.
Das Objekt wurde am 6. Februar 1864 von Albert Marth entdeckt.